# El Salvadors departement
El Salvadors departement

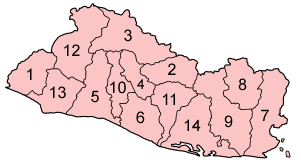

El Salvador är indelat i 14 departement (departamentos) och 261 kommuner (municipios).
| Nr | Departement  | Huvudstad            | Storlek. (km²) | Inv. (2006) |
| -- | ------------ | -------------------- | -------------- | ----------- |
| 1  | Ahuachapán   | Ahuachapán           | 1240           | 361 953     |
| 2  | Cabañas      | Sensuntepeque        | 1104           | 157 709     |
| 3  | Chalatenango | Chalatenango         | 2017           | 203 964     |
| 4  | Cuscatlán    | Cojutepeque          | 756            | 214 459     |
| 5  | La Libertad  | Santa Tecla          | 1653           | 804 134     |
| 6  | La Paz       | Zacatecoluca         | 1224           | 323 348     |
| 7  | La Unión     | La Unión             | 2074           | 305 301     |
| 8  | Morazán      | San Francisco Gotera | 1447           | 180 065     |
| 9  | San Miguel   | San Miguel           | 2077           | 546 022     |
| 10 | San Salvador | San Salvador         | 886            | 2 233 696   |
| 11 | San Vicente  | San Vicente          | 1184           | 172 923     |
| 12 | Santa Ana    | Santa Ana            | 2023           | 618 653     |
| 13 | Sonsonate    | Sonsonate            | 1226           | 518 522     |
| 14 | Usulután     | Usulután             | 2130           | 349 908     |